# جاك دوغلاس (لاعب هوكي الجليد)
جاك دوغلاس هو لاعب هوكي الجليد كندي، ولد في 24 أبريل 1930، وتوفي في 12 يناير 2003.

## وصلات خارجية
- جاك دوغلاس على موقع EliteProspects.com (الإنجليزية)
- جاك دوغلاس على موقع HockeyDB.com (الإنجليزية)
- جاك دوغلاس على موقع أوليمبيديا (الإنجليزية)